# Colony (Kansas)
Colony és una població dels Estats Units a l'estat de Kansas. Segons el cens del 2000 tenia 397 habitants.

## Demografia
Segons el cens del 2000, Colony tenia 397 habitants, 160 habitatges, i 120 famílies. La densitat de població era de 306,6 habitants per km².
Dels 160 habitatges en un 30% hi vivien nens de menys de 18 anys, en un 62,5% hi vivien parelles casades, en un 9,4% dones solteres, i en un 24,4% no eren unitats familiars. En el 24,4% dels habitatges hi vivien persones soles el 15% de les quals corresponia a persones de 65 anys o més que vivien soles. El nombre mitjà de persones vivint en cada habitatge era de 2,48 i el nombre mitjà de persones que vivien en cada família era de 2,9.
Per edats la població es repartia de la següent manera: un 26,4% tenia menys de 18 anys, un 6% entre 18 i 24, un 21,9% entre 25 i 44, un 19,4% de 45 a 60 i un 26,2% 65 anys o més.
L'edat mediana era de 42 anys. Per cada 100 dones de 18 o més anys hi havia 88,4 homes.
La renda mediana per habitatge era de 25.167 $ i la renda mediana per família de 27.708 $. Els homes tenien una renda mediana de 27.917 $ mentre que les dones 20.000 $. La renda per capita de la població era d'11.398 $. Entorn del 13,8% de les famílies i el 16,6% de la població estaven per davall del llindar de pobresa.

## Poblacions més properes
El següent diagrama mostra les poblacions més properes.